# Nectandra spicata
Nectandra spicata är en lagerväxtart som beskrevs av Carl Daniel Friedrich Meisner. Nectandra spicata ingår i släktet Nectandra och familjen lagerväxter. Inga underarter finns listade i Catalogue of Life.